# Rudolf Arzinger

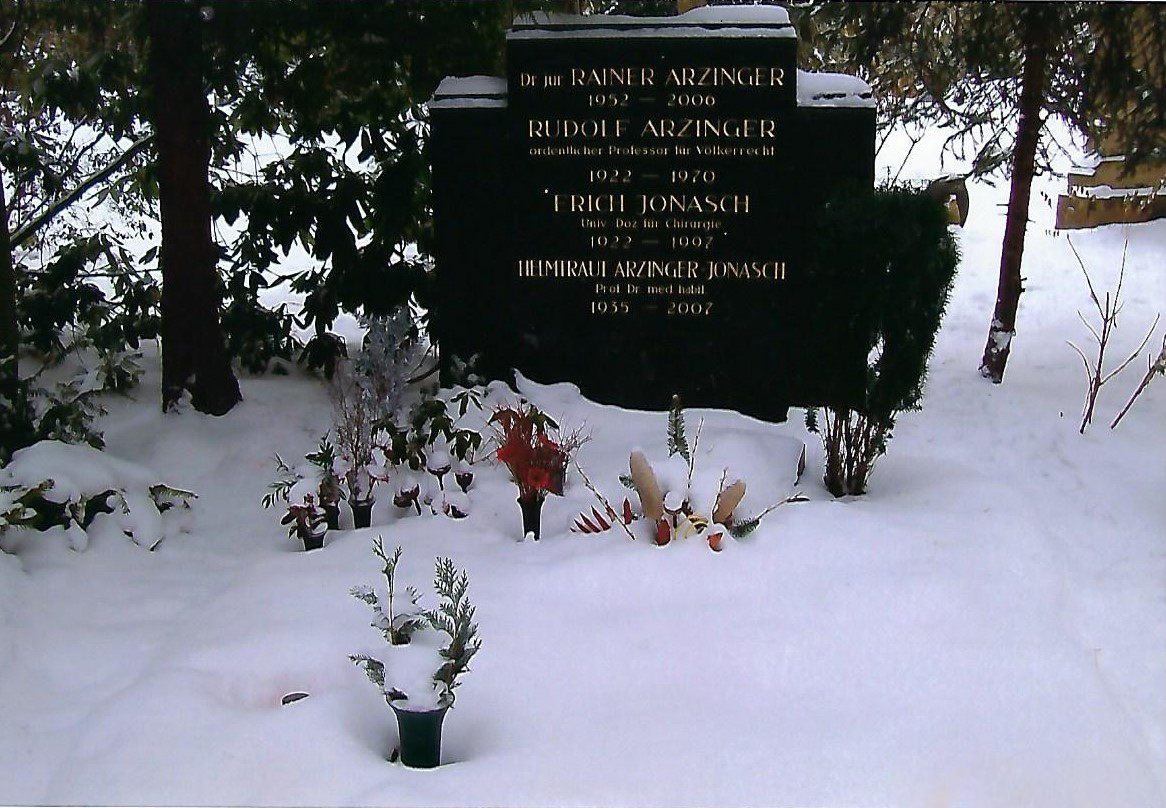
Grab von Arzinger, seinem Sohn und seiner Frau (2010)

Rudolf Arzinger (* 23. März 1922 in Sondershausen; † 9. April 1970 bei Drewitz (Potsdam)) war ein deutscher Völkerrechtler in Leipzig.

## Leben
Aus einer Angestelltenfamilie stammend besuchte er die Volksschule und in den Jahren 1932 bis 1940 die Sondershäuser Oberschule. In der ersten Jahreshälfte 1940 war er bei der Munitionsanstalt in Wolkramshausen und beim Reichsarbeitsdienst. Am 21. Juli 1940 wurde er zur Heeres- und Luftwaffennachrichtenschule der Wehrmacht einberufen. In den fünf Jahren des Zweiten Weltkriegs nahm er am Westfeldzug, am Balkanfeldzug (1941) und am Deutsch-Sowjetischen Krieg teil. Zwischenzeitlich war er bei der Nachrichtenersatzabteilung 9 in Hofgeismar und bei der Nachrichtenersatzabteilung der 1. Panzerarmee (Wehrmacht). Er beantragte am 10. August 1943 die Aufnahme in die NSDAP und wurde zum 1. Dezember desselben Jahres aufgenommen (Mitgliedsnummer 9.656.121). Am Tag nach der bedingungslosen Kapitulation der Wehrmacht kam er in Bodenmais in amerikanische Kriegsgefangenschaft. Nach zwei Tagen heimgekehrt, war er im Sommer 1945 Landarbeiter im Kreis Sondershausen. Von August bis Dezember 1945 war er Dolmetscher und Deutschlehrer bei einem Stab der Roten Armee in Sondershausen. Im Juli war die 8. Gardearmee (Russische Streitkräfte) dem abgerückten VIII. und XXI. Korps der United States Army gefolgt. Im Dezember 1945 wurde er Mitglied der Sozialdemokratischen Partei Deutschlands. Vom selben Monat an unterrichtete er Russische Sprache an der Grundschule Sondershausen. Mit der Zwangsvereinigung von SPD und KPD wurde er Mitglied der SED. Von Juli bis Oktober 1946 war er Bürgermeister der Gemeinde Badra.
Er studierte an der Universität Rostock (1946/47) und der Universität Leipzig (1947–1950) Rechtswissenschaft. Er war anschließend zwei Jahre Assistent an der Universität Leipzig und schrieb seine Dissertation bei Karl Polak. Im Jahr 1951 nahm er am Dozentensonderlehrgang an der Verwaltungsakademie Forst Zinna teil. Im Jahr 1954 wurde er zum Dr. iur. promoviert. In den Jahren 1951 bis 1958 war er Dozent für Völkerrecht, Staats- und Rechtstheorie an der Karl-Marx-Universität Leipzig (KMU), dann Direktor des Instituts für Staats- und Rechtstheorie. 1958/59 und 1963/64 wirkte er als Prodekan der Juristischen Fakultät der KMU. 1959 wurde er Professor für Völkerrecht. 1961 war er Mitbegründer und bis 1970 Direktor des Instituts für Völkerrecht an der Juristischen Fakultät der KMU. 1964 habilitierte er sich.
Er war von 1954 bis 1956 wissenschaftlicher Berater beim Prozess um das KPD-Verbot vor dem Bundesverfassungsgericht in Karlsruhe. Er war Mitglied des Präsidiums der Liga für die Vereinten Nationen. Im Jahr 1965 wurde er zum Präsidenten der neu gegründeten Gesellschaft für Völkerrecht in der Deutschen Demokratischen Republik gewählt. Diese Funktion hatte er bis zu seinem Tode inne. Seit 1969 o. Professor für Völkerrecht am Institut für Internationale und Westdeutsche Fragen der KMU, starb er im April 1970 durch einen Straßenverkehrsunfall auf dem Weg zur Akademie für Staats- und Rechtswissenschaft der DDR.
Mit seiner Frau Helmtraut Arzinger-Jonasch hatte er den Sohn Rainer Arzinger, der 2006 bei einem Verkehrsunfall ums Leben kam.

## Ehrungen
- Kriegsverdienstkreuz (1939) II. Klasse
- Medaille Winterschlacht im Osten 1941/42
- Verwundetenabzeichen
- Eisernes Kreuz II. Klasse
- Sonderstipendium der Deutschen Wirtschaftskommission (1948)
- Medaille für ausgezeichnete Leistungen (1954, 1956)
- Fritz-Heckert-Medaille des FDGB (1959)
- Verdienstmedaille der DDR (1964)